# Ogoja
Ogoja é uma Área de governo local no Cross River (estado), Nigéria. A sua sede é a vila de Ogoja, no nordeste da área, perto da Rodovia A4 em 6° 39′ 17″ N, 8° 47′ 51″ L.
Possui uma área de 972km² e uma população de 171.574 habitantes no censo de 2006.
Sua Catedral St. Benedict é a visão episcopal do Diocese Católica Romana de Ogoja.
o código postal da área é 550.